# Gisberta Salce Júnior
Gisberta Salce Júnior (São Paulo, c. 1960 - Oporto, 22 de febrero de 2006) era una mujer trans brasileña que murió asesinada por un delito de odio.A partir de su asesinato, se creó la Marcha del Orgullo LGBT de Oporto.

## Biografía
Era hija de Angelina Muro Salce y Gisberto Salce, que tuvieron ocho hijos. A Salce se le asignó varón al nacer, y recibió el nombre de pila de su padre, sumándosele el sobrenombre de "Júnior". Posteriormente, abandonó el primer nombre y Gisberta adoptó el nombre con el que se la conoce actualmente, con el fin de reconocer su identidad de género. Gisberta tenía una expresión de género femenina en compañía de amigos, y en su entorno familiar optaba por prendas más libres de connotaciones de género. A los 14 años, tras la muerte de su padre, le dijo a su madre que “iba a ser mujer”.
A los 18 años emigró a Francia para escapar de una ola de homicidios contra personas trans en São Paulo y, con 20 años, se mudó a Portugal. Volvió a Brasil para someterse a un tratamiento hormonal. Después pasó dos años en Francia y se dirigió a Portugal, instalándose en Oporto, donde vivió los últimos 20 años de su vida. En esa ciudad actuaba en bares gays, imitando Marilyn Monroe. Además, ejercía la prostitución, ya que no contaba con suficientes ingresos de sus actuaciones.
Desde al menos 1996, sufría VIH, pero nunca quiso recibir tratamiento, y también sufría otras patologías como tuberculosis pulmonar o neumonía. Además, al empeorar de salud, comenzó a consumir drogas, perdió su sustento económico y es quedó sin techo, con lo que tuvo que recurrir a la ayuda de asociaciones como Migalha de Amor e Espaço Pessoa.
En 2006, tras varios días de agresiones físicas y sexuales cometidos por un grupo de 13 menores de edad en Oporto, finalmente la arrojaron a un pozo donde murió ahogada a la edad de 45 años. Gisberta fue presentada como símbolo de la discriminación múltiple: mujer trans, inmigrante brasileña, trabajadora sexual, persona sin hogar y seropositiva. Las organizaciones LGBT la adoptaron como ejemplo de prejuicios.

## Legado
Su asesinato impactó en todo Portugal, llevando la palabra transfobia al léxico luso y dando lugar a la celebración, por primera vez, de la Marcha del Orgullo LGBT de Oporto se celebró por primera vez en 2006 con motivo del asesinato de Gisberta Salce. Un año después del asesinato, Alberto Pimenta publicó “Indulgência Plenária”, un poema en forma de elegía que evoca la figura de Gisberta. Ese mismo año, el músico portugués Pedro Abrunhosa compuso “Balada de Gisberta”. Posteriormente, la cantante brasileña Maria Bethânia interpretó esta canción, cerrando con ella el primer acto de su espectáculo Amor Festa Devoção (2009).
En 2016, con motivo del décimo aniversario de su asesinato, la Ação pela Identidade definió ese año como el Año Gisberta, realizándose diversas acciones como debates o una exposición de arte en el espacio Maus Hábitos de Oporto.Ese mismo año, Thiago Carvalhaes le dedicó el cortometraje, “A Gis”, que recibió una Mención Especial en DocumentaMadrid. En 2017, la Associação Plano i creó el Centro Gis en Oporto para dar apoyo a la comunidad LGBTI, en homenaje a Gisberta.Al año siguiente, se representó en Lisboa y Oporto la obra de teatro “Gisberta”, con texto de Rafael Souza-Ribeiro y puesta en escena de Renato Carrera. También en 2018, el escritor portugués Afonso Reis Cabral publicó un libro que narraba la historia del asesinato de Gisberta Salce Júnior y por la que ganó, al año siguiente, el Premio José Saramago. En julio de 2021, se estrenó el cortometraje documental O Teu Nome É que recibió varios reconocimientos, como el Prémio Casa Comum en el Porto Queer - Festival Internacional de Cinema Queer.
En octubre de 2023, la Comisión de Toponimia de Oporto anunció que una calle de la ciudad, en el barrio de Bonfim, llevará el nombre de Gisberta Salce, tras haber sido rechazada la propuesta en dos ocasiones. La petición original para este reconocimiento se produjo en el año 2010 de manos del proyecto artístico “Viver a Rua”. En 2021, catorce grupos LGBTI+ de Oporto se unieron a la actriz Sara Barros Leitão y al Comité de Organización de la Marcha del Orgullo LGBT de Oporto (COMOP) para relanzar la propuesta, haciéndose una petición online que fue entregada a la Comisión de Toponimia de Porto.

## Publicaciones
- 2018, Afonso Reis Cabral, Pão De Açúcar, Dom Quixote, ISBN 978-9722065993
- Maria Manuel Rocha Baptista, Rita Ilse Pinto de Loureiro Himmel; 'For Fun’: (De) Humanizing Gisberta - The Violence of Binary Gender Social Representation[16]